# Cheumatopsyche surgens
Cheumatopsyche surgens là một loài Trichoptera trong họ Hydropsychidae. Chúng phân bố ở miền Ấn Độ - Mã Lai.